# Attentat de la rue Victor-Hugo à Lyon
L'attentat de la rue Victor-Hugo à Lyon est une attaque à la bombe survenue le 24 mai 2019. Mohamed Hichem Medjdoub dépose un sac ou un colis explosif contenant des vis, des clous et des boulons devant un commerce de cette artère piétonne proche de la place Bellecour. L'explosion fait, selon les sources, 14 victimes toutes légèrement blessées.
Mohamed Hichem Medjdoub, auteur de l'attentat, est arrêté le 27 mai 2019. Deux jours plus tard, celui-ci avoue son acte ainsi que son allégeance au calife de l'État islamique (EI), Abou Bakr al-Baghdadi.
En 2025, il est condamné à la réclusion criminelle à perpétuité assortie d'une peine de sûreté de 22 ans, puis fait appel.

## Déroulement
Le vendredi 24 mai 2019 vers 17 h 30 dans la rue Victor-Hugo, située dans le 2e arrondissement de Lyon, Mohamed Hichem Medjdoub, à vélo, dépose un colis piégé devant l'enseigne Brioche dorée. 
À 17 h 40, le colis explose et fait, selon un premier bilan, 13 blessés légers dont 8 femmes, 4 hommes et une enfant de 8 ans (ou 10 ans selon d'autres sources), et les sources font ultérieurement état d'un quatorzième blessé. Le colis contenait une bombe composée de 250 à 400 grammes de TATP versés dans un tube de Pringles avec 274 projectiles, principalement des vis et des piles. L'explosion a créé des impacts jusqu'à 2,32 mètres de haut sur les immeubles aux alentours et lancé des projectiles jusqu'à 150 mètres. La mauvaise qualité de l'explosif et les positions aléatoires des piétons ont limité les dégâts corporels.
11 des 13 blessés sont évacués vers les hôpitaux pour subir des interventions chirurgicales afin de retirer les objets en fer ainsi que les éclats de verre incrustés dans leurs membres. Le quartier d'Ainay, où l'attentat a eu lieu, est bouclé par la suite ; devant l'absence de danger immédiat à la suite du passage des démineurs, la rue Victor-Hugo et les immeubles aux abords immédiats du lieu de l'explosion ne sont cependant pas évacués.

## Enquête
Le jour même de l'attentat, à 21 h 41, un appel à témoins est lancé par la Police nationale et une enquête a été ouverte pour « association de malfaiteurs terroristes ».
Près de 300 fonctionnaires participent à l'enquête jour et nuit dès vendredi soir (DGSI, DCPJ et PTS). Ce sont les images prises par les caméras de la ville et un témoignage qui permettent de retrouver la trace du suspect : alors que les enquêteurs peuvent le suivre jusqu'aux quais du Rhône avant de le perdre, l'appel à témoin permet de situer son passage vers le musée des Confluences. L'étude des vidéos du quartier permet de le suivre à nouveau jusqu'à Oullins, où des images plus précises permettent dimanche après-midi de l'identifier. À partir du secteur d'habitation, les enquêteurs réussissent à retracer les achats des composants de la bombe, et localiser le domicile du poseur.
Le 26 mai, le suspect est toujours recherché. L'ADN retrouvé sur le sac qui a servi à dissimuler la bombe n'est pas répertorié au Fichier national automatisé des empreintes génétiques (FNAEG). L'explosif utilisé est identifié comme du TATP, un puissant explosif artisanal.
Quatre personnes de nationalité algérienne (l'auteur, son père, sa mère et un lycéen majeur) sont appréhendées le 27 mai dans le cadre de l'enquête. Une autre personne est également entendue en audition libre. L'identité du principal suspect est révélée ultérieurement : Mohamed Hichem Medjdoub.
Une perquisition a lieu le 27 mai dans une résidence située dans un quartier populaire d'Oullins. Le Parisien et Le Progrès révèlent l'identité partielle du principal suspect : Mohamed Hichem M.. Il aurait été repéré grâce à ses commandes de produits chimiques nécessaires à la fabrication du TATP sur Internet. En outre, le vélo avec lequel la bombe a été déposée est retrouvé à son domicile. Le 28 mai 2019, le procureur de la République Rémy Heitz rappelle que « l’enquête ouverte à la suite des faits commis à Lyon vendredi soir est couverte par le secret et [...] qu’il est le seul à pouvoir rendre publics des éléments objectifs tirés de la procédure » après la communication à la presse par le ministre de l'intérieur Christophe Castaner et son prédécesseur Gérard Collomb qui ont annoncé des interpellations et gardes à vues avant qu'elles ne soient effectives. Le 28 mai, les analyses ADN montrent que c'est celui du principal suspect qui avait été retrouvé sur le sac qui avait servi à dissimuler la bombe. 
Dans la soirée, il est transféré dans les locaux de la sous-direction anti-terroriste à Levallois-Perret où il avoue le lendemain être l'auteur de l'attentat et avoir prêté allégeance au calife de l'Etat islamique (EI), Abou Bakr al-Baghdadi. Son ordinateur a par ailleurs révélé des contacts avec le groupe terroriste. L'auteur a délibérément agi à l'avant-veille des élections européennes afin de « faire monter le vote populiste et raciste [...] pour pousser les musulmans à la révolte ». Il espérait qu'une victoire de l'extrême droite provoquerait une guerre civile. Cette stratégie est conforme à celle établit par l'idéologue d'Al-Qaïda Abou Moussab al-Souri, soupçonné d'avoir inspiré la politique de Daech. Lors de l'instruction, il revendique être à l'origine de la victoire du Rassemblement national. Or, si la liste de Jordan Bardella est arrivée légèrement en tête, c'est dans des proportions équivalentes à ce que pronostiquaient les sondages avant l'attentat.
Durant l'instruction, il nie cependant avoir voulu tuer ses victimes, mais simplement créer la terreur. Pour le ministre de l'intérieur Christophe Castaner « il y a un caractère étrange entre la disproportion d’un procédé technique très performant et un volume d’explosif très faible ». Pourtant selon Le Monde, il ne cesse de « répéter qu'il ferait un nouvel attentat s’il sortait de prison, martelant sa conviction qu’il était licite de verser le sang des mécréants ».
Le 30 mai, les gardes à vues des autres membres de sa famille sont levées, aucun élément n'étant retenu contre eux.
Le 31 mai, Mohamed Hichem Medjdoub est mis en examen pour tentative d'assassinats en relation avec une entreprise terroriste, association de malfaiteurs terroriste criminelle, fabrication, détention et transport d’explosifs en relation avec une entreprise terroriste, puis il est placé en détention provisoire.

## Réactions nationales
- Le Président de la République, Emmanuel Macron, déclare lors d'une interview : « Il y a eu une attaque à Lyon. Il ne m’appartient pas d’en faire le bilan, mais a priori, aujourd’hui, à ce stade, il n’y a pas de victime. Il y a des blessés, donc je veux avoir évidemment une pensée pour les blessés, leurs familles. »[25]
- Le ministre de l'intérieur, Christophe Castaner, se rend sur place avec le procureur de la République de Paris et annonce un renforcement de la sécurité des sites accueillant du public et des événements sur l'ensemble du territoire[25].
- Le président de la région Auvergne Rhône-Alpes, Laurent Wauquiez, publie sur le réseau social Twitter : « Émotion après l'explosion au cœur de Lyon. Nous attendons des informations précises. De tout coeur avec les blessés. Merci aux secours et aux forces de l'ordre si rapidement mobilisées. »[25]
- Le maire de Lyon, Gérard Collomb, a adressé sa profonde sympathie aux victimes de l'attentat et se dit surpris et ému qu'un tel acte puisse être commis dans le centre-ville de Lyon[26].

L'attentat s'étant déroulé en pleine campagne pour les élections européennes, de nombreux candidats apporteront leur soutien aux Lyonnais et aux victimes dans des allocutions télévisées ou des communiqués publiés sur les réseaux sociaux.

## Mohamed Hichem Medjdoub
Mohamed Hichem Medjdoub (ou Medjoub) est un citoyen algérien arrivé en France en août 2017 avec un visa touristique valable 90 jours. Il est issu d'un milieu favorisé, avec un père expert-comptable et une mère ingénieur. Ceux-ci disent avoir quitté l'Algérie en raison de la corruption, dans les années 2010 avant d'insister pour que leur fils les rejoigne. Il se pré-inscrit à l'école d'informatique Epitech mais se voit refuser un titre de séjour le 22 du même mois : il se désinscrit aussitôt sans y avoir jamais mis les pieds. Il continue alors à vivre sur le territoire français en situation irrégulière, restant inconnu des services de police et de gendarmerie.
Durant les premiers mois de sa détention provisoire à la prison de la Santé, Mohamed Hichem Medjdoub adopte un comportement agressif. Il est notamment impliqué dans le savonnage du sol d'entrée de sa cellule pour faire tomber les surveillants ainsi que dans une tentative d'attentat aux excréments contre ces derniers. 
En détention, il ne dissimule pas ses convictions religieuses et ne cesse de répéter son allégeance à Daech. Il y affiche un comportement particulièrement violent et prosélyte et va jusqu'à annoncer à plusieurs reprises de nouveaux attentats à sa sortie. Les enquêteurs en débloquant son disque dur ont trouvé de nombreuses revues djihadistes, des vidéos de propagande et des notices de fabrication d'explosifs, d'armes à feu en 3D, de bombes au chlore ou à la ricine, ainsi qu’un « tuto spécial juste pour tuer les juifs » ou encore cette encyclopédie des poisons en 33 pages.
Les deux experts psychiatres l'ayant examiné n'ont pas relevé d'altération du comportement, mais souligné son imprégnation idéologique. Il est ainsi décrit comme « particulièrement intelligent et organisé », « solitaire et introverti », au « mépris assumé pour tous les mécréants ».

## Suites judiciaires
En 2024, Mohamed Hichem Medjdoub est renvoyé devant la Cour d'assises spéciale pour tentatives d'assassinats et pour infraction à la législation sur les explosifs, en relation avec une entreprise terroriste. Témoignant devant la Cour, sa mère, son père, son frère et ses deux sœurs condamnent l'attentat, et décrivent leur « honte » et leur peur d'être associé à cet acte. « J’ai du mal à m’ouvrir aux autres. Je n’ai pas envie qu’on découvre qui est mon frère, que ça influence la vision qu’on a de moi ».
Le parquet réfute l'absence d'intention d'homicide exprimée par l'accusé lors de l'instruction : « Pourquoi, lui qui reconnaît tant de choses conteste-t-il toute intention homicide ? Il se livre à une rationalisation a posteriori. Tous ses objectifs n’ont pas été atteints. Par fierté, par arrogance, il surjoue la maîtrise. Cela fait penser à ce mauvais magicien qui rate son tour et prétend ensuite l’avoir fait exprès. Ce tour de passe-passe ne trompera personne ». Refusant de répondre aux questions de la Cour lors de l'intégralité du procès, l'accusé prend finalement la parole en dernier et se lance dans une diatribe de cinq minutes : « Sachez que ma conscience est tranquille, je dors bien et je fais de jolis rêves. En tant que musulman, en tant qu’Arabe et surtout en tant qu’Algérien, je n’ai aucune leçon de morale à recevoir de la part des Français. Je ne regrette rien »,.
Le 7 avril 2025, il est reconnu coupable de tentative d'assassinats en relation avec une entreprise terroriste, et il est condamné à la réclusion criminelle à perpétuité, assortie d'une peine de sûreté de 22 ans. Pour les juges, l'accusé présente « une dangerosité intacte, voire supérieure à celle manifestée en 2019 ». Il fait appel.